# Église Sainte-Jehanne-de-France du Passage
L'église Sainte-Jehanne-de-France est une église catholique située à Le Passage, en France.

## Localisation
L'église Sainte-Jehanne-de-France est située place Sainte-Jehanne-de-France du Passage, dans le département français de Lot-et-Garonne.

## Historique
L'église est dédiée à sainte Jeanne de France, fille du roi Louis XI, fondatrice de l'ordre de l'Annonciation de la Vierge Marie.
L'église a été conçu par l'architecte Jacques Pompey comme un ensemble urbain en U, résolument moderne, avec les immeubles collectifs qui en forment les ailes. Sa construction a commencé en 1958 avec le patio et s'est terminée en 1979 avec la réalisation de la salle paroissiale. 
L'église a été construite entre 1960 et 1965 et a été consacrée le 25 mai 1965 par l'évêque Roger Johan.
L'artiste Jacques Bringuier a réalisé pour l'édifice des fresques et un bas-relief en bronze.
L'édifice est inscrit au titre des monuments historiques le 1er février 2001.